# Fronteira Egito–Líbia
A fronteira entre o Egito e a Líbia é uma linha quase totalmente retilínea sobre o meridiano 25 E, com 1115 km de extensão, no deserto da Líbia. Vai do litoral do mar Mediterrâneo numa linha de suave sinuosidade até próximo ao paralelo 30 N. Daí é retilínea até a tríplice fronteira com o Sudão. 
Separa as províncias (de sul para norte):
- egípcias de Vale Novo, no sul, a menos povoada do país e a de Matru.
- líbias de Cufra e de Butnane.

Essa fronteira se define junto com a história das duas nações no século XX. A Itália invadiu o território líbio, tomando o mesmo do Império Otomano em 1911, passando a colonizá-lo em 1934. Na Segunda Grande Guerra, expulsos os italianos, o país é dividido entre França e Reino Unido. A independência líbia ocorreu em 1951. O Egito, sob ocupação europeia desde o século IX, obteve a sua independência em 1822.